# Le Barrage de Burlington
Pour plus de détails, voir Fiche technique et Distribution.
Le Barrage de Burlington (titre original : River Lady) est un film américain réalisé par George Sherman et sorti en 1948.

## Synopsis
Dans les années 1870, dans une ville forestière du Mississippi, un conflit d’intérêt oppose les habitants d'une ville vivant de l’industrie du bois et les bûcherons qui travaillent en amont. Au moment où les bûcherons font acheminer les troncs par le fleuve pour les diriger vers les scieries, arrive dans la ville le "River Lady", un bateau cabaret appartenant à une riche et belle aventurière, Sequin.
Beauvais, représentant du syndicat local du bois d'oeuvre et partenaire commercial de Sequin, tente de convaincre Morrison, le propriétaire de l'usine, de vendre son entreprise. Morrison refuse, Sequin offre de l'argent à Morisson mais conditionne cet offre à la nomination d'un directeur de son choix. Sequin manipule ensuite son petit ami, Dan Corrigan qui est l'un des leaders des bûcherons, afin qu'il accepte ce poste
Dan et Sequin se fiancent. Mais quand Dan découvre que Sequin a manipulé Morrison pour lui donner le poste, il se saoule et épouse Stéphanie, la fille de Morrison qui était amoureuse de lui. Beauvais et Sequin vont alors tout faire pour mettre des bâtons dans les roues de Corrigan mais vont à chaque fois échouer. Parallèlement Corrigan néglige sa femme et finit par la congédier. Beauvais va ensuite faire bloquer les troncs à un barrage, s'en suivra une bataille rangée entre les deux camps au terme de laquelle le barrage sera dynamité entraînant la mort de Beauvais.
Après la bataille, Sequin rend visite à  Dan Corrigan qui a été blessé dans la bataille. Elle lui propose de renouer. Ce dernier refuse lui disant qu'il est désormais devenu réellement amoureux de sa femme.
Sequin quittant la ville, très digne, laissant sa place à Stéphanie.

## Fiche technique
- Titre : Le Barrage de Burlington
- Titre original : River Lady
- Réalisation : George Sherman
- Scénario : D. D. Beauchamp et William Bowers d'après un roman de Houston Branch et Frank Waters
- Production : Leonard Goldstein
- Société de production : Universal Pictures
- Musique : Paul Sawtell
- Photographie : Irving Glassberg
- Montage : Otto Ludwig
- Direction artistique : Bernard Herzbrun et Emrich Nicholson
- Décorateur de plateau : Russell A. Gausman et Charles Wyrick
- Costumes : Yvonne Wood
- Pays de production :  États-Unis
- Langue originale : anglais
- Format : couleur Technicolor – 35 mm – 1,37:1 – mono (Western Electric Recording)
- Genre : film d'aventure
- Durée : 78 minutes
- Dates de sortie :
  - États-Unis :20 mai 1948 (New York)
  - France : 15 juin 1949

## Distribution
- Yvonne De Carlo : Sequin/Celine
- Dan Duryea : Beauvais
- Rod Cameron : Dan Corrigan
- Helena Carter : Stephanie Morrison
- Lloyd Gough : Mike Riley
- Florence Bates : Ma Dunnegan
- John McIntire : H.L. Morrison
- Jack Lambert : Le Suédois
- Esther Somers : Mme Morrison
- Anita Turner : Esther
- Edmund Cobb : Rider
- Dewey Robinson : Videur
- Eddy Waller : Hewitt
- Milton Kibbee : Limpy
- Billy Wayne : Dealer
- Edward Earle : Cadre
- Harold Goodwin : Larson
- Frank Hagney : Sands
- Charles Wagenheim : un homme

## Autour du Film
- Dans la version française les voix des acteurs sont respectivement (Source : Fedan) : Françoise Gaudray (Yvonne de Carlo), Marc Valbel (Rod Cameron), Nicole Vervil (Helena Carter), Abel Jacquin (John Mcintire),Raymond Rognoni (Edmund Cobb),Jean Berton